# Vendangeoir des Frères Le Nain
Le vendangeoir des Frères Le Nain est un vendangeoir situé à Bourguignon-sous-Montbavin, en France.

## Localisation
Le vendangeoir est situé sur la commune de Bourguignon-sous-Montbavin, dans le département de l'Aisne.

## Historique
Le monument est inscrit au titre des monuments historiques en 2003.